# Marco Bandiera
Marco Bandiera (* 12. Juni 1984 in Castelfranco Veneto) ist ein ehemaliger italienischer Radrennfahrer.
Marco Bandiera gewann 2006 die beiden Eintagesrennen Trofeo Zssdi und Gran Premio Capodarco sowie 2007 eine Etappe des Giro della Valle d’Aosta. Daraufhin fuhr Bandiera bei dem italienischen ProTeam Lampre-Fondital als Stagiaire und bekam regulären Vertrag für die Saison 2008. Er gewann zwar in der Folge keine internationalen Rennen mehr, belegte aber in bedeutenden Wettbewerben vordere Platzierungen. So wurde er unter anderem Neunter der Vattenfall Cyclassics 2009 und Sechster des Omloop Het Nieuwsblad 2013. Nachdem er für die Saison 2017 keinen neuen Vertrag erhalten hatte, beendete er im Alter von 32 Jahren seine sportliche Laufbahn.

## Erfolge
2006
- Trofeo Zssdi
- Gran Premio Capodarco

2007
- eine Etappe Giro della Valle d’Aosta Mont Blanc

2012
- Bergwertung Türkei-Rundfahrt

## Teams
- 2007 Lampre-Fondital (Stagiaire)
- 2008 Lampre
- 2009 Lampre-N.G.C.
- 2010 Team Katjuscha
- 2011 Quickstep Cycling Team
- 2012 Omega Pharma-Quick Step
- 2013 IAM Cycling
- 2014 Androni Giocattoli-Venezuela
- 2015 Androni Giocattoli-Sidermec
- 2016 Androni Giocattoli-Sidermec